# أميرة وسام
أميرة وسام (بالإنجليزية: Amira & Sam)‏ هو فيلم أمريكي 2014 من تأليف وإخراج سين مولين أنتجه تيري ليونارد، إريك لوتشنر، ومات ميلر مع المنتجين التنفيذيين جيمس بونسولدت، ميج مونتاجنينو-جاريت، وبيتر سوبيلوف. وهو كوميديا رومانسية المنصوص عليها في نيويورك (مدينة)؛ هو حول سام، جندي أمريكي، وأميرة (دينا شهابي)، وهي مهاجرة غير شرعية من العراق. رافتهاوس سينما لديه حقوق التوزيع.

## وصلات خارجية
- Amira & Sam official website (بالإنجليزية)
- أميرة وسام على موقع IMDb (الإنجليزية)
- أميرة وسام على موقع ميتاكريتيك (الإنجليزية)
- أميرة وسام على موقع روتن توميتوز (الإنجليزية)
- أميرة وسام على موقع ألو سيني (الفرنسية)
- أميرة وسام على موقع أول موفي (الإنجليزية)
- أميرة وسام على موقع بوكس أوفيس موجو (الإنجليزية)
- أميرة وسام على موقع فيلمافينيتي (الإسبانية)
- أميرة وسام على موقع قاعدة بيانات الفيلم (الإنجليزية)
- أميرة وسام على موقع ليتربوكسد (الإنجليزية)
- أميرة وسام على موقع كينوبويسك (الروسية)
- (بالعربية) ""أميرة وسام«.. فيلم عن معاناة اللاجئين العرب» (Archive). قناة العربية. ربيع الثاني 1436هـ - 24 يناير 2015.